# Anthurium cylindratum
Anthurium cylindratum är en kallaväxtart som beskrevs av Thomas Bernard Croat och D.C.Bay. Anthurium cylindratum ingår i släktet Anthurium och familjen kallaväxter. Inga underarter finns listade.